# América (1766)
El América fue un navío de línea de 64 cañones construido en La Habana en 1766 con el sistema inglés de Jorge Juan, cuyo nombre de advocación era Santiago Apóstol y que también era conocido con el de Santiago la América. De acuerdo con los estándares británicos, quedaba categorizado como navío de cuarta categoría de 60 cañones nominales.

## Historial
El 30 de mayo de 1767 zarpó desde Veracruz con rumbo a La Habana, a donde arribó el 23 de junio con otros navíos de la Real Armada Española.
En 1772 se encontraba en la bahía de Cádiz, desde donde zarpó el 29 de mayo de 1772 con la Flota de Nueva España, al mando del capitán de navío Luis de Córdova y Córdova, compuesta por el Dragón y trece mercantes. Arribó a Veracruz el 12 de agosto y retornó a Cádiz el 31 de marzo de 1774. En la escuadra se había embarcado Ramón Topete y Fuentes, a bordo del América, el 11 de abril de 1772, siendo teniente de fragata.
En 1775 realizó un viaje a Veracruz del que regresó al año siguiente. En 1776 participa en la expedición a la Colonia del Sacramento. Volvió a Cádiz el 17 de julio de 1778 con los navíos Monarca, Santo Domingo y San Dámaso.
Durante la guerra contra Gran Bretaña, entre 1779 y 1783 en apoyo de los colonos se encontraba en la escuadra de los mares del sur, donde efectuó cruceros de vigilancia y defensa del tráfico.
A principios de 1784 se hallaba en el Callao en malas condiciones. Después de muchos retrasos y dificultades económicas para su puesta a punto, emprendió su regreso a la Península desde El Callao en abril de 1786.
En 1792, realizó un crucero de instrucción en aguas de las Azores. Al año siguiente, participó en operaciones en la isla de Cerdeña en el transcurso de la guerra contra la República francesa. A principios de 1795 zarpó de Cádiz con la urca Cargadora y una fragata mercante, para llevar cañones, municiones y materiales diversos a Santo Domingo.
En abril de 1795 regresó a España con un cargamento de fondos monetarios con el navío San Pedro de Alcántara. El 14 de marzo de 1796, retornó a Veracruz con las fragatas Venus y Liebre. Zarpó de nuevo con la Liebre rumbo a Cádiz el 13 de mayo con 5.889.000 pesos en sus bodegas.
A finales de 1797 subió a bordo artillería y municiones con destino a varios puntos de América junto con el navío España, la fragata Liebre y las urcas Anunciación y Santa Rita, pero permaneció bloqueado entre 1797 y 1799 en el puerto de Cádiz por la escuadra británica. Liberado el bloqueo, salió para unirse a la francesa, pero al carecer ésta de dotaciones suficientes, tomó la marinería de los navíos España y América, además de otras unidades menores, por lo que permaneció desarmado en Cádiz.
En enero de 1805 se encontraba en Cádiz. Con la escuadra combinada de Villeneuve y Gravina, estuvo en la batalla del cabo Finisterre el 22 de julio de 1805. No participó en la batalla de Trafalgar por su mal estado y falta de marinería.
En 1808 se hallaba en el puerto de Vigo, donde se ordenó su puesta a punto por Real Decreto del 10 de junio de 1808 y su pase al puerto de Ferrol. En 1810 permaneció en Cádiz durante el asedio del ejército francés durante la Guerra de la Independencia. En 1811 transportó fondos económicos desde Cartagena de Indias hasta Cádiz. Fue desguazado en Cádiz en 1823 y vendido como leña.